# Dieter Pfister
Dieter Pfister (* 4. April 1955 in Basel) ist ein Schweizer Kultur- und Wirtschaftswissenschaftler und Berater.

## Leben
Dieter Pfister-Garcia Barrio wurde als Sohn des Basler Architekten Hugo Pfister-Huber und dessen Frau Elisabeth geboren. Von 1966 bis 1975 besuchte er das Mathematisch-Naturwissenschaftliche Gymnasium in Basel und beendete die Schulzeit mit der Matura. 1975 begann er sein Studium an der Universität Basel mit Wirtschaftswissenschaften und wechselte 1976 zu den Fächern Kunstgeschichte / Architekturgeschichte, Soziologie und Betriebswirtschaftslehre. 1983 schloss er das Studium in Basel mit dem Lizenziat ab.
1984 trat er seine erste Stelle bei der Schweizerischen Mustermesse (heute MCH Group) in Basel an, ging 1989 als Vizedirektor zur Werbeagentur Weber, Hodel, Schmid in Arlesheim und machte sich 1991 selbstständig als Berater und Forscher in den Themenbereichen Marke, Marketing, Marktforschung, Kommunikation und Raumgestaltung (Pfister Marketing & Spacing). Im Zusammenhang mit seiner wissenschaftlichen Tätigkeit gründete er 2009 mit Thomas Latka das Institut für Topologie (München und Basel). Daneben hält er an verschiedenen Hochschulen regelmässig Vorlesungen. Er ist verheiratet mit Maria del Pilar Pfister-Garcia Barrio.

## Werk
Pfister hat sich bereits während seines Studiums in Richtung Marketing und auf die Beziehungen zwischen Wirtschaft, Gesellschaft und Kultur spezialisiert und blieb diesem Themenfeld sowohl in seiner Beratungstätigkeit für zahlreiche Firmen und staatliche Institutionen als auch in seinen wissenschaftlichen Arbeiten verbunden. Um seine interdisziplinär ausgerichteten Ideen und Projekte in die Theorie und Praxis zu tragen, hat er immer wieder Initiativen ergriffen und die Gründung von Institutionen gefördert sowie an deren Aufbau mitgearbeitet. So baute er 1985 eine Stiftung zur Förderung neuer Technologien bei kleinen und mittleren Firmen auf (International Hightech-Forum, Basel) und leitete sie bis 1989. 1994 erarbeitete er für den Verband Schweizer Markt- und Sozialforscher VSMS die erste Studie über den Spendenmarkt in der Schweiz und 1998 für das Bundesamt für Kommunikation und die Schweizerische Radio- und Fernsehgesellschaft SRG SSR die erste repräsentative nationale Bevölkerungsbefragung zum Kulturmarkt Schweiz (Theater-, Museums-, Kinobesuch etc.).
1996 initiierte er die erste nationale Vereinigung zur Förderung des Kunsttourismus in der Schweiz (KTS, mit Schweiz Tourismus, Bundesamt für Kultur, Kunsthaus Zürich etc.), die er bis 2002 leitete. 2001 war er Mitbegründer der Icomos Arbeitsgruppe Historische Möbel und Interieurs Schweiz AMIS und 2004 Mitinitiant der Marketingorganisation swiss historic hotels zur Bewertung und besseren Vermarktung historisch-authentischer Hotels und Restaurants in der Schweiz. Ferner war er Initiativmitglied der Schweizer Gesellschaft für Nachhaltige Immobilienwirtschaft SGNI und initiierte ein Bauherren-Programm zur Förderung der raumgestalterischen Kompetenz von Bauherren, das er seit 2016 in Zusammenarbeit mit dem Forschungszentrum Tourism and Transport des Instituts für Systemisches Management und Public Governance der Universität St. Gallen aufbaut und leitet.
Seine Forschungsinteressen und Publikationsthemen entwickelten sich von der Möbelgeschichte über soziale und kulturelle Fragestellungen (Unternehmenskultur, soziale Verantwortung von Unternehmen, Qualitätsmanagement, Wissensmanagement) bis hin zum Aspekt Nachhaltige Entwicklung, und zwar hinsichtlich nachhaltigem Immobilienmarketing und der Bedeutung der sozial nachhaltigen Entwicklung für die Raumgestaltung, für Architektur, Städtebau, eine touristische Destination und das Facility-Management.
Zur Schweizer Möbelgeschichte verfasste Dieter Pfister unter anderem die erste umfangreiche Monografie über den Basler Möbelkünstler Franz Pergo. Ab 1993 erarbeitete er ein Konzept, das dem Marken- und Designmanagement zu mehr sozialer Nachhaltigkeit verhelfen soll. Er betrachtet dabei Marke und Design stärker verräumlicht und aus Sicht von Raumeigner- und -nutzer. Dadurch wird Raumentwicklung als Persönlichkeitsentwicklung verstanden, bei der es darum geht, die sich wiederholenden Muster eines Menschen / einer Markenpersönlichkeit im Umgang mit jenen Dimensionen zu erkennen, welche die Atmosphäre eines Ortes prägen. In mehreren Publikationen baute er den theoretischen Rahmen dieses Modells schrittweise aus und setzte es in die Praxis um, verbunden mit einer angepassten, mehr raum- und atmosphärenbezogenen Terminologie. Dazu führte er die Begriffe Spacing-Management und Atmospheric Design in die deutschsprachige Forschungsliteratur ein und prägte die Formel: Space Design x Service Design = Atmospheric Design.

## Werke (Auswahl)
- Möglichkeiten, Aspekte und Neukonzeption der Kunstförderung durch die Schweizer Wirtschaft, Basel 1983. (Eigenverlag)
- Franz Pergo. Zur Nordwestschweizer Möbelkunst um 1600, Abhandlungen des Historischen Museums Basel, Band I, Basel 1984. ISBN 3-906430-51-0
- Impressionismus in der Schweiz – eine Kunstreise nach Basel, Baden, Zürich, Winterthur. Vernissage-Verlag, Heidelberg 2000.
- Raum – Gestaltung – Qualität am Beispiel historischer Hotels. Nachhaltige Kommunikation durch authentische Raumgestaltung, Basel 2004. ISBN 3-906129-20-9
- Raum – Gestaltung – Marketing im ganzheitlich-nachhaltigen Management. Konsequenzen einer topisch-henadischen Raumauffassung für Weltbilder, Wissenschaftsmodelle und Unternehmenspraxis, Basel 2007. ISBN 978-3-906129-40-2
- Raum – Atmosphäre – Nachhaltigkeit. Emotionale und kulturelle Aspekte der sozialen Nachhaltigkeit des Bauens, des Immobilienmarketings und der Gebäudebewirtschaftung, Basel 2011. ISBN 978-3-906129-75-4
- Atmospheric Design. Zur Bedeutung von Atmosphäre und Design für eine sozial nachhaltige Raumgestaltung, Basel 2013. ISBN 978-3-906129-84-6; 3. Aufl.: Basel 2016. ISBN 978-3-906129-84-6
- Der Bauherr. Wie der Eigentümer seine Strategie im Raum erlebbar macht. edition gesowip, Basel 2017. ISBN 978-3-906129-98-3
- 150 Jahre Schiesser: Café, Tea Room, Confiserie zum Rathaus in Basel – 150 years of Schiesser: Café, Tea Room, Confectionery to the Town Hall in Basle, Basel: edition gesowip, 2020.